# Неллуру
Неллу́ру або Неллур — місто в індійському штаті Андхра-Прадеш. Є адміністративним центром однойменного округу.